# Союз баптистов Уганды
Союз баптистов Уганды (англ. Baptist Union of Uganda) — баптистская христианская конфессия в Уганде. Церковь входит в состав Всемирного альянса баптистов. Штаб-квартира находится в Кампале.

## История
Союз баптистов Уганды берет свое начало в американской миссии Международного миссионерского совета в 1963 году. Официально союз основан в 1974 году. Согласно переписи, опубликованной ассоциацией в 2023 году, союз насчитывала 1800 церквей и 550 000 членов. Союз известен благотворительной деятельностью по помощи сиротам Уганды.

## Учебные заведения
У союза есть дочерний теологический институт «Баптистская семинария Уганды» (англ. Uganda Baptist Seminary) в Джиндже, Уганда, основанная в 1988 году.